# Kanyok (langue)
Pour les articles homonymes, voir Kanyok.
Le kanyok est une langue bantoue parlée par les Kanyok dans la province de la Lomami en République démocratique du Congo.

## Répartition géographique
Le kanyok est parlé par les Kanyok dans la province de la Lomami entre la Mbuji-Mayi et la Lubilash, dans la vallée de la Lwilu, sur l’actuel territoire de la Luilu :
- Mwene-Ditu (Mwiin-Diit)
- secteur de Kanda-Kanda (Kandkand Mutònj) dans 4 groupements sur 8 ;
- chefferie de Mulundu (Mulund) dans 9 groupements sur 12 ;
- chefferie de Katshinsungu (Kaacìsung) dans tous les groupements (en 1961) et Luputa (Luhùùt) ;
- chefferie de de Kanutshina (anciennement Bena Kanunkina ou Bena Lunda), aux côtés de locuteurs de lunda et de kete.

Ainsi que dans le territoire de Ngandajika :
- dans le sud du secteur de Ngandajika.

Le kanyok est aussi parlé par dans le groupement Ene Kanyoka dans le secteur de Bushimaie du territoire la Luiza en province du Kasaï-Central.

## Dialectes
L’Atlas linguistique d'Afrique centrale dénombre les variantes et dialectes suivants :
- cii-milèmbw, dans le nord ;
- ciley, à Mulund (chefferie de Mulundu) et Kacisung (chefferie de Katshisungu) ;
- ciin-a-luul, en amont dans le sud.

## Prononciation
|          | Antérieur | Postérieur |
| -------- | --------- | ---------- |
| Fermé    | i         | u          |
| Mi-fermé | e         | o          |
| Ouvert   | a         |            |

La longueur de voyelle est contrastive.
|           | Bilabiale | Bilabiale | Labio- dentale | Labio- dentale | Alvéolaire | Alvéolaire | Post- alvéolaire | Post- alvéolaire | Palatale | Palatale | Vélaire | Vélaire | Labio- vélaire | Labio- vélaire |
| --------- | --------- | --------- | -------------- | -------------- | ---------- | ---------- | ---------------- | ---------------- | -------- | -------- | ------- | ------- | -------------- | -------------- |
| Occlusive | b         | b         |                |                | t          | (d)        |                  |                  |          |          | k       | k       |                |                |
| Nasale    | m         | m         |                |                | n          | n          |                  |                  | ɲ        | ɲ        | ŋ       | ŋ       |                |                |
| Fricative |           |           | f              | v              | s          | z          | ʃ                | ʒ                |          |          |         |         |                |                |
| Affriquée |           |           |                |                |            |            | tʃ               | dʒ               |          |          |         |         |                |                |
| Spirant   |           |           |                |                | l          | l          |                  |                  | j        | j        |         |         | w              | w              |

La consonne [d] est un allophone de /l/ devant /i/ ou après /n/.
Les tons haut, bas et descendant sont utilisés, ainsi que l’abaissement tonal distinctif pour le ton haut ou encore le ton descendant postérieur.